# District de Minh Hoa
Minh Hóa (Huyện Minh Hóa) est un district de la province de Quảng Bình au Viêt Nam. 

## Présentation
Il est placé sous la juridiction de la province de Quảng Bình.
Il y a 15 communes (xã) et une ville (thị trấn) : ville de Quy Đạt, communes de Xuân Hoá, Yên Hoá, Trung Hoá, Tân Hoá, Minh Hoá, Hồng Hoá, Hóa Tiến, Hóa Hợp, Hóa Sơn, Hóa Phúc, Hóa Thanh, Dân Hoá, Thượng Hoá, Trọng Hóa, Quy Hóa.